# Mocidade do Valparaíso
A ACDES Mocidade do Valparaíso é uma escola de samba brasileira, sediada em Valparaíso de Goiás, em Goiás. Apesar de ser uma escola de samba de Goiás, por estar situada no entorno do Distrito Federal, participa do Carnaval de Brasília.

## Segmentos

### Presidente
| Nome                      | Mandato | Ref.  |
| ------------------------- | ------- | ----- |
| Luis Antônio dos Santos   | -       |       |
| Jacira Almeida dos Santos | 2013    | [ 1 ] |

### Vice-Presidente
| Nome                   | Mandato | Ref. |
| ---------------------- | ------- | ---- |
| Rosely Santos de Moura | 2013    | [2]  |

### Casal de Mestre-sala e Porta-bandeira
| Ano  | Nome                      | Ref. |
| ---- | ------------------------- | ---- |
| 2010 | Rafael Siqueira e Viviane |      |
| 2015 |                           |      |

### Corte de bateria
| Ano  | Rainha | Madrinha                     | Ref. |
| ---- | ------ | ---------------------------- | ---- |
| 2010 |        | Jaqueline Almeida dos Santos |      |
| 2015 |        |                              |      |

## Carnavais
| Ano  | Colocação | Grupo                        | Enredo | Carnavalesco |
| ---- | --------- | ---------------------------- | ------ | ------------ |
| 2010 | Campeã    | Acesso II (terceira divisão) |        |              |
| 2011 | 6º lugar  | Acesso I (segunda divisão)   |        |              |